# Sisir Kumar Mitra
Sisir Kumar Mitra (también escrito como Shishirkumar Mitra) (24 de octubre de 1890 – 13 de agosto de 1963) fue un físico indio bengalí. Sus trabajos más destacables se centraron en el estudio de la ionosfera.

## Educación
Mitra nació y creció en Calcuta. Sus padres eran el doctor Saratkumari y la profesora de escuela Jaykrishna. Con nueve años de edad, intrigado por el vuelo de un globo aerostático, comenzó a interesarse por la ciencia. La familia se mudó a Bhagalpur, donde Mitra acudió al instituto y a la universidad locales. Después de la muerte de su padre, su madre le apoyó para que siguiera sus estudios en el Presidence College de la Universidad de Calcuta, donde se graduó y en 1912 obtuvo su maestría en ciencias.

## Carrera
Mitra fue brevemente un becario de investigación antes de obtener una plaza de profesor en la Universidad Cristiana de Bankura. En 1914 se casó con Lilavati Devi.
En 1916, Sisir se unió al nuevo departamento de posgrado de física en el University Science College. Se doctoró en 1919; trasladándose a Francia para estudiar en la Universidad de París. Allí obtuvo un segundo doctorado, colaborando con Marie Curie en su laboratorio. Interesado en el por entonces nuevo campo de la comunicación radiofónica, pasó a la Universidad de Nancy para investigar en este campo.
En 1923 regresó a la India, donde fue nombrado profesor de física en la Universidad de Calcuta. Además de dedicarse a la docencia, estableció un laboratorio de investigación sobre comunicaciones inalámbricas, e inició un nuevo departamento en la Universidad de Calcuta, que más tarde se convertiría en el Instituto de Electrónica y Física Radiofónicas.
En 1955 se retiró de la universidad, pasando a ser profesor emérito. Fue designado para hacerse cargo del Consejo de Educación Secundaria del Oeste de Bengala, dedicando seis años a la organización de este cuerpo administrativo.
Murió al poco tiempo de contraer una grave enfermedad.
Entre sus logros pueden citarse sus investigaciones sobre la ionosfera. Mitra propuso que la radiación ultravioleta del sol es la responsable de la formación de la capa E de la ionosfera, y también determinó que iones de la capa F eran los causantes de la luminiscencia del cielo de nocturno, dándole un aspecto polvoriento más que uniformemente negro. En 1947 publicó un tratado de referencia sobre investigación atmosférica titulado "La Atmósfera Superior".

## Reconocimientos y honores
- Miembro de la Orden del Imperio Británico (MBE), 1938.[2]
- Miembro de la Royal Society, 1958.[3]
- Presidente de La Sociedad Asiática de Calcuta, 1951-53.[4]
- Presidente de la Academia de Ciencia Nacional India, 1959-60.
- Profesorado Nacional, 1962.
- Padma Bhushan, 1962.[5]
- El Centro S. K. Mitra Investigación en el Entorno Espacial de la Universidad de Calcuta lleva su nombre.
- El cráter lunar Mitra también conmemora su nombre.[6]